# Garstedt
Garstedt je obec v německé spolkové zemi Dolní Sasko, v zemském okrese Harburg. V 2014 zde žilo 1 484 obyvatel.

## Poloha
Sousední obce jsou: Radbruch, Salzhausen, Toppenstedt, Vierhöfen, Winsen a Wulfsen.